# Lasiacis ligulata
Lasiacis ligulata är en gräsart som beskrevs av Albert Spear Hitchcock och Mary Agnes Chase. Lasiacis ligulata ingår i släktet Lasiacis och familjen gräs. Inga underarter finns listade i Catalogue of Life.